# Gare des Mureaux
Gare des Mureaux vasútállomás Franciaországban, Les Mureaux településen.

## Vasútvonalak
Az állomást az alábbi vasútvonalak érintik:
- Párizs–Le Havre-vasútvonal

## Kapcsolódó állomások
A vasútállomáshoz az alábbi állomások vannak a legközelebb:
- Gare d’Aubergenville-Élisabethville (Gare de Vernon, Transilien J vonal)
- Gare des Clairières de Verneuil (Paris Gare Saint-Lazare, Transilien J vonal)